# Langue des signes monastique
Les langues des signes monastique sont un ensemble de langues des signes développées et employées au sein des communautés de certains ordres monastiques.

## Langues
Les différentes communautés monastiques ont différents systèmes de langues des signes :
- Langue des signes augustinienne, ou langue des signes des chanoines (éteinte) ;
- Langue des signes bénédictine ;
- Langue des signes cistercienne (trappiste) ;

## Création
Le silence est un des principes fondamentaux de la vie monastique, mis en avant par les premiers pères du monachisme. C'est un élément jugé indispensable pour aider les moines à passer leurs journées donc leur vie recueillie en Dieu, ne réservant l'usage de la parole qu'à certaines occasions.
Pour Basile le Grand (329, Césarée - 379), le respect de la règle du silence permet aux novices de développer la maîtrise de soi tout en contribuant aux progrès de l'étude ; pour Benoît de Nursie, c’est « l’instrument des bonnes œuvres ».
Quoique la communication par signe ait probablement existé très tôt, les premières traces dont on en dispose remontent aux premiers temps de l'abbaye de Cluny où Odon, abbé de 927 à 942 fit généraliser son usage pour la plupart des échanges.
Une liste de 296 signes fut d’ailleurs établie par un moine de Cluny nommé Bernard : la langue des signes monastique.

## Usage par les cisterciens
L’Ordre cistercien, fondé en 1098 à l'Abbaye de Cîteaux par Robert de Molesme a ensuite à son tour développé une langue des signes.
Dans cet ordre monastique, les moines sont obligés de respecter la règle du silence, car le fait de parler les détournerait de Dieu. Mais les travaux quotidiens exigent qu’ils puissent communiquer entre eux : ils ont donc créé peu à peu, au cours des âges, une langue des signes qui leur est propre.

## Langue des signes dans la vie monastique
Il est probable que Robert de Molesme avait adopté, et adapté, l’un de ces systèmes à Molesme, système ensuite transmis au nouveau monastère de Cîteaux.
Une liste de Clairvaux répertorie 227 signes, qui couvrent les domaines de la vie monastique : la nourriture, la boisson, les objets liturgiques et ecclésiastiques, les membres de la communauté, les bâtiments, les ustensiles, etc.
Des lexiques de ce type, plus ou moins longs, sont également utilisés tous les jours dans les autres monastères de l’Ordre. La rigueur de la règle rend son application difficile et les moines se montrent réticents à l’appliquer.
Ainsi, le Chapitre Général met plusieurs fois la communauté en garde contre ce langage également utilisé pour les conversations plus futiles voire les plaisanteries. L’application de la règle, se relâchant au fil des siècles, entraîne la disparition de ce système de langage par signes : au XVIIe siècle, pratiquement plus aucun monastère ne l'applique significativement.
La réforme de l'abbaye de La Trappe à partir de 1664 (réforme qui donnera naissance deux siècles plus tard à l'Ordre cistercien de la stricte observance) par l'Abbé de Rancé lui redonnera un nouvel élan. La pratique en est plus ou moins abandonnée aujourd'hui.
Ces signes se font tous avec les mains et présentent des ressemblances avec les anciens signes clunisiens.

## Rapport avec la langue des signes des Sourds
Quels rapports entre la LSM et la LS des sourds ? Selon Yves Delaporte, « Il reste à creuser une autre piste de recherche [qu’un rapport commun à l’iconicité entre la LSM et la LSF] : les troublantes ressemblances entre certains signes des moines français et certains signes des sourds français, qui ne peuvent pas être toutes dues au hasard. Ces ressemblances lexicales ne prouvent pas davantage que les deux langues découlent l’une de l’autre, mais seulement qu’il y a eu des emprunts ponctuels, par l’intermédiaire d’enfants sourds recueillis dans les abbayes au cours des siècles passés, peut-être aussi par l’intermédiaire de sourds s’étant faits moines» (Y. Delaporte, « Les signes monastiques : code ou langue », conclusion, p. 117). Le fait est que 27 signes communs se retrouvent identiques dans la LSM et dans la LSF.